# 정우
정우(본명: 김정국, 1981년 1월 14일~)는 대한민국의 배우이다.

## 출연 작품

### 영화
| 연도      | 제목                                          | 역할           | 감독           | 참고                         |
| --------- | --------------------------------------------- | -------------- | -------------- | ---------------------------- |
| 개봉 예정 | 제5열                                         | 윤중현 대위 역 | 원신연         |                              |
| 2024      | 더러운 돈에 손대지 마라                       | 김명득         | 김민수         |                              |
| 2022      | 뜨거운 피                                     | 희수 역        | 천명관         |                              |
| 2020      | 이웃사촌                                      | 유대권 역      | 이환경         |                              |
| 2018      | 흥부                                          | 연흥부 역      | 조근현         |                              |
| 2017      | 재심                                          | 이준영 역      | 김태윤         |                              |
| 2015      | 히말라야                                      | 박무택 역      | 이석훈         |                              |
| 2015      | 쎄시봉                                        | 젊은 오근태 역 | 김현석         |                              |
| 2013      | 붉은 가족                                     | 김재홍 역      | 이주형         | 제26회 도쿄국제영화제 관객상 |
| 2012      | 인류멸망보고서 : 멋진 신세계                  | 중동 역        | 김지운, 임필성 | 옴니버스 영화                |
| 2009      | 바람                                          | 정국 (짱구) 역 | 이성한         |                              |
| 2008      | 스페어                                        | 길도 역        | 이성한         |                              |
| 2008      | 다찌마와 리: 악인이여 지옥행 급행열차를 타라! | 헌병대장 역    | 류승완         |                              |
| 2008      | 숙명                                          | 최정학 역      | 김해곤         |                              |
| 2006      | 애정결핍이 두 남자에게 미치는 영향            | 무식이 역      | 김성훈         |                              |
| 2006      | 짝패                                          | 십대 오왕재 역 | 류승완         | 우정출연                     |
| 2006      | 사생결단                                      | 김 형사 역     | 최호           |                              |
| 2005      | 그때 그사람들                                 | 한재국 역      | 임상수         |                              |
| 2004      | 돌려차기                                      | 박도수 역      | 남상국         |                              |
| 2004      | 그 놈은 멋있었다                              | 빠박이 역      | 이환경         |                              |
| 2003      | 불어라 봄바람                                 | 청년 신도 2 역 | 장항준         |                              |
| 2003      | 바람난 가족                                   | 동네 건달 역   | 임상수         |                              |
| 2003      | 동갑내기 과외하기                             | 양아치 역      | 김경형         |                              |
| 2002      | 품행제로                                      | 단군파 역      | 조근식         |                              |
| 2002      | 라이터를 켜라                                 | 부하 7 역      | 장항준         |                              |
| 2001      | 7인의 새벽                                    | 양아치 3 역    | 김주만         |                              |

### 드라마
| 연도 | 방송사             | 제목                                | 역할            | 참고       |
| ---- | ------------------ | ----------------------------------- | --------------- | ---------- |
| 2023 | JTBC               | 수목드라마 《기적의 형제》          | 육동주          |            |
| 2022 | tvN                | 월화드라마 《멘탈코치 제갈길》      | 제갈길          | 16부작     |
| 2022 | Netflix            | 오리지널 드라마《모범가족》         | 박동하          |            |
| 2021 | 카카오TV & Netflix | 오리지널 드라마《이 구역의 미친 X》 | 노휘오          |            |
| 2016 | tvN                | 금토드라마 《응답하라 1988》        | 쓰레기 (김재준) | 특별출연   |
| 2013 | tvN                | 금토드라마 《응답하라 1994》        | 쓰레기 (김재준) |            |
| 2013 | KBS2               | 주말연속극 《최고다 이순신》        | 서진욱          |            |
| 2012 | KBS2               | KBS 드라마 스페셜 《칠성호》        | 박용대          | 단막극     |
| 2010 | MBC                | 주말연속극 《민들레 가족》          | 김노식          |            |
| 2009 | SBS                | 아침드라마 《녹색마차》             | 강석종          |            |
| 2009 | MBC                | 수목드라마 《신데렐라 맨》          | 마이산          |            |
| 2007 | KBS2               | 월화드라마 《못된 사랑》            | 한정우          |            |
| 2007 | SBS                | 아침드라마 《미워도 좋아》          |                 |            |
| 2007 | SBS                | 특집드라마 《사랑한다면 이들처럼》  |                 | 뮤직드라마 |
| 2005 | SBS                | 수목드라마 《루루공주》             | 이대리          |            |
| 2005 | MBC                | 수목드라마 《슬픈 연가》            | 이민호          |            |

### 뮤직 비디오
- 2010년 주현미 (feat. 서현) - 짜라자짜
- 2009년 정엽 - 끝났어
- 2008년 씨야 - 그 사람 (구두 III) + 나 없이도
- 2007년 블랙펄 - 결국.. 너잖아, 좋은걸 어떡해
- 2007년 이승기 - 착한 거짓말 + 왜...가니
- 2007년 먼데이키즈 - 착한 남자 + 남자야 Part. 1 & 2
- 2006년 씨야 & 브라운 아이드 걸즈 - The Day
- 2004년 휘성 - 누구와 사랑을 하다가, 불치병

## 그 외 출연

### TV 예능
- 2013년 5월 2일 KBS2 《해피투게더 3》E297 - 최고다 이순신 팀
- 2014년 1월 4일 tvN 《현장 토크쇼 택시》317화 - 응답하라 1994 특집 1탄 정우, 김성균 편 제1탄
- 2014년 1월 11일 tvN 《현장 토크쇼 택시》318화 - 응답하라 1994 특집 1탄 정우, 김성균 편 제2탄
- 2015년 2월 tvN 《삼시세끼 어촌편 2기》 - 게스트
- 2016년 1월 tvN 《꽃보다 청춘 아이슬란드》- 고정
- 2020년 11월 29일 SBS 《미운 우리 새끼》- 스페셜MC
- 2020년 12월 2일 MBC 《황금어장 라디오스타》 - 게스트(with 김병철, 딘딘, 슬리피)

### 웹예능
- 2023년 11월 17일 유튜브 《나영석의 와글와글》- 게스트

### 시사교양
- 2021년 4웡 8일 SBS 《꼬리에 꼬리를 무는 그날 이야기 시즌 2》 - 게스트
- 2022년 8월 27일 KBS1 《100인의 리딩쇼 지구를 읽다》- 진행자

### 라디오
- 2004년 7월 23일 MBC FM4U 《봉태규 스타일》- 게스트
- 2014년 1월 1일 SBS 파워FM 《최화정의 파워 타임》- 게스트
- 2015년 2월 5일 SBS 파워FM 《최화정의 파워타임》 - 게스트
- 2015년 12월 17일 MBC FM4U 《두시의 데이트 박경림입니다》- 게스트
- 2017년 1월 24일 SBS 파워FM 《최화정의 파워타임》 - 게스트
- 2017년 2월 7일 SBS 파워FM 《두시탈출 컬투쇼》 - 게스트(with 강하늘)
- 2017년 2월 21일 SBS 파워FM 《최화정의 파워타임》 - 게스트(with 강하늘, 민진웅)
- 2018년 2월 1일 SBS 파워FM 《최화정의 파워타임》 - 게스트
- 2020년 11월 10일 MBC FM4U 《굿모닝FM 장성규입니다》 - 게스트
- 2020년 11월 24일 SBS 파워FM 《최화정의 파워타임》 - 게스트(with 이환경 감독)
- 2020년 11월 25일 SBS 파워FM 《박하선의 씨네타운》 - 게스트(with 이환경 감독)
- 2020년 12월 4일 KBS Coolfm 《강한나의 볼륨을 높여요》 - 게스트
- 2021년 4월 27일 SBS 파워FM 《최화정의 파워타임》 - 게스트(with 오연서)

## 광고
| 년도          | 기업명         | 브랜드명(종류)                        | 공동 출연                      |
| ------------- | -------------- | ------------------------------------- | ------------------------------ |
| 2015년        | SK텔레콤       | SK텔레콤 연결의 무전여행 (이동통신)   |                                |
| 2014년~2016년 | 한국오츠카제약 | 우르오스 (화장품)                     |                                |
| 2014년~2015년 | 인디에프       | 트루젠 (정장)                         | 유연석, 손호준                 |
| 2014년        | 한국GM         | 쉐보레 말리부 (자동차)                |                                |
| 2013년        | 디아지오코리아 | 윈저 블랙 (위스키)                    | 성동일, 지승현, 이유준, 양재영 |
| 2013년        | LG전자         | U+ LG GX (핸드폰)                     | 고아라                         |
| 2013년        | 에버랜드       | 로맨틱 일루미네이션 빛축제 (놀이동산) | 정혜성                         |
| 2013년~2014년 | 동원F&B        | 동원연어 (연어캔)                     | 한지완                         |
| 2013년~2014년 | MPK 그룹       | 미스터 피자 맘마미아, 홍두깨번 (피자) | 손연재                         |

## 앨범
- 2013년 《응답하라 1994》 감독판 OST - 정우, 유연석, 손호준 《너만을 느끼며》
- 2015년 《쎄시봉》OST

## 기타 활동
- 2014년 《응답하라 1994》 드라마 콘서트 (2014.02.15 경희대학교 평화의전당)

## 수상 및 후보
| 연도 | 시상식                            | 부문                           | 작품          | 결과 |
| ---- | --------------------------------- | ------------------------------ | ------------- | ---- |
| 2010 | 제47회 대종상영화제               | 신인남우상                     | 바람          | 수상 |
| 2013 | KBS 연기대상                      | 남자 신인연기상                | 최고다 이순신 | 수상 |
| 2014 | 제12회 대한민국 퍼스트브랜드 대상 | 퍼스널브랜드부문 특별상        | 응답하라 1994 | 수상 |
| 2014 | 제9회 아시아 모델상 시상식        | 남자 인기스타상                | 응답하라 1994 | 수상 |
| 2014 | 제50회 백상예술대상               | TV부문 남자 신인연기상         | 응답하라 1994 | 수상 |
| 2014 | 제3회 에이판 스타 어워즈          | 중편드라마부문 남자 우수연기상 | 응답하라 1994 | 수상 |
| 2015 | 제19회 부천국제판타스틱영화제     | 판타지아 어워드                | 쎄시봉        | 수상 |
| 2017 | 제53회 백상예술대상               | 영화부문 남자인기상            | 재심          | 후보 |
| 2022 | 제58회 백상예술대상               | 영화부문 남자 최우수연기상     | 뜨거운 피     | 미정 |